# 恵済区
恵済区（けいさい-く）は中華人民共和国河南省鄭州市に位置する市轄区。

## 行政区画
- 街道:新城街道、劉寨街道、江山路街道、長興路街道、迎賓路街道、大河路街道
- 鎮:花園口鎮、古滎鎮